# Високонапонска једносмерна струја
Високонапонска једносмерна струја (енгл. HVDC) је систем за пренос електричне енергије једносмерном струјом, за разлику од чешће кориштених система преноса наизменичном струјом.
Већина оваквих система користе напоне од 100  до 800 . У Кини је 2019. реализован систем на напону од 1.100 , на удаљености од 3000 км, и са капацитетом од 12 . Дугачки далеководи на једносмерном напону постоје у Конгу (1700км, Инга-Шаба), Канади (1000км, Квебек-Нова Енглеска), систем Рио Мадеира у Бразилу (више од 2500км, Порто Вељо-Сао Пауло), и другде. У Европи не постоје системи оваквих димензија, али постоји више подморских каблова за пренос енергије на високом једносмерном напону. Такав је далековод кроз Евротунел који функционише од 2021, дуг је 51 км, и ради на напону од 320 .
Губици у преносу система са једносмерном струјом су, рецимо, 3,7% за кабал дуг 580км од Холандије до Норвешке, што представља 6,4% на 1000км. Претпоставља се да би губици за водове дуге више хиљада километара били око 2,8% по хиљади километара. 
Ово решење је економичније за удаљености веће од 750 километара. 

## Предности и недостаци
Високонапонски пренос једносмерне струје омогућава пренос између система са наизменичном струјом који нису синхронизовани. Могуће је контролисати ток енергије без обзира на разлику у фазном углу између извора и потрошача, као и повезати мреже које раде на различитим фреквенцијама (рецимо 50  и 60 ). Губици у преносу су мањи јер је утицај паразитних капацитивности и индуктивности готово занемарљив. Потребно је користити много мање водова (и по броју и по дебљини жице) за пренос исте количине енергије, а могуће је користити и уземљење као повратни пут. Све ово доприноси побољшању стабилности и економичности електричних мрежа. 
Недостаци преноса електричне енергије једносмерним водовима су неекономичне претварачке станице са великим бројем тиристора који су скупи и троше доста енергије. Додатни проблем су виши струјни хармоници великих снага у трансформаторима који изазивају нежељене ефекте (код потрошача, у телекомуникацијама, у електронским компонентама). Сва производња, и већи део потрошње електричне енергије је наизменичног типа, што даје природну предност чисто наизменичним системима.